# Richard Page
Richard Page (Keokuk, 16 de maio de 1953) é um músico estadunidense que, na década de 1980 foi o vocalista, baixista e um dos fundadores do grupo Mr. Mister. Após o fim do grupo, em 1990, ele lançou uma carreira solo.

## Biografia
Page nasceu em 16 de maio de 1953 em Keokuk, no estado de Iowa. Seus pais, Robert e Joyce Page, eram músicos profissionais – ele, um cantor e diretor de coral; ela, uma reconhecida organista, pianista e cantora. A família de sete pessoas (Page tem uma irmã e três irmãos, todos músicos) desembarcou em Montgomery, no Alabama, em meados dos anos 1950 onde seus pais trabalharam como diretores de música numa igreja Metodista local. A mãe de Richard percebeu que ele tinha um interesse especial pelo "negócio" de família  quando ele veio da escola dizendo que ele era o único barítono de sua sala de aula.[carece de fontes?]
No final dos anos 1960 a família mudou-se para Phoenix, Arizona onde Page frequentou a Central High School, lá performou musicais como Oliver!.[carece de fontes?]

## Carreira
Sua primeira banda, Pages, foi formada com seu amigo de infância, Steve George, depois que Page mudou-se de Los Angeles para San Diego no final dos anos 1970. Depois de produzir três álbuns da banda Pages, Page e George formaram o Mr. Mister junto com Steve Farris e Pat Mastelotto.
Como vocalista principal do Mr. Mister, Page atingiu o topo da Billboard Hot 100 com dois singles, "Broken Wings" e "Kyrie". Antes do bem sucedido álbum do Mr. Mister, Welcome to the Real World, de 1985, ele recusou a oportunidade de ser o vocalista dos grupos Chicago e Toto. A posição que ele recusou com Chicago foi aceita por Jason Scheff. O Mr. Mister lançou três álbuns antes da dissolução da banda em 25 de setembro de 1990. Um quarto álbum, Pull, foi gravado em 1989, mas nunca lançado oficialmente. Contudo, esse álbum foi disponibilizado no iTunes para download e também pode ser comprado no site oficial de Page.
Posteriormente, Richard Page foi um membro da Third Matinee com Patrick Leonard, antes lançou seu primeiro álbum solo, Shelter Me, em 1996. O álbum trouxe os singles "The Best Thing" e "My Oxygen", um remake do hit de Nik Kershaw. Em 1997, ele recusou uma oferta de Leonard para gravar um segundo álbum do Third Matinee.
Após Shelter Me, Page trabalhou como compositor e músico de sessão. Seus clientes incluem Kenny Loggins, Madonna (na canção indicada ao Globo de Ouro e ao Grammy, "I'll Remember", tema do filme With Honors), Josh Groban, Céline Dion, Chaka Khan, Donna Summer, Dionne Warwick, The Pointer Sisters, Meat Loaf, Patti LaBelle, Hall & Oates, BBMak, Bill Champlin, Al Jarreau, Leona Lewis e muitos outros.
Page apresentou seu material próprio em dezembro de 2008 pela primeira vez desde Shelter Me. A canção  intitulada "I Always Cry at Christmas" foi co-escrita com Walter Afanasieff. Em 2010 Page lançou duas canções autorais de suas compilações, Peculiar Life e 5 Songs for Christmas. Essas foram seguidas pelos álbuns Solo Acoustic (2011) e Songs from the Sketchbook (2012).
Atendendo uma recomendação de seu amigo, o também cantor e compositor Richard Marx - o ex-Beatle Ringo Starr convidou Page para se juntar a sua banda Ringo Starr & His All Starr Band e, no verão de 2010, eles embarcaram numa turnê de 32 concertos nos Estados Unidos, em seguida em 2011, embarcaram numa turnê de 40 concertos na Europa. Page também entrou em turnê com a banda de Ringo, 12th All-Starr Band no verão de 2012, 2013 e 2014. 
Em 2015, lança Goin' South, o quinto álbum de sua carreira solo.

## Vida pessoal
Richard vive com sua esposa Linda e seus quatro filhos em Malibu, no Sul da Califórnia.

## Discografia

### Pages
- 1978: Pages (auto-intitulado)
- 1979: Future Street
- 1981: Pages (segundo auto-intitulado)

### Mr. Mister
- 1984: I Wear the Face
- 1985: Welcome to the Real World
- 1987: Go On...
- 2010: Pull  (Gravado entre 1989 e 1990)

### Third Matinee
- 1994: Meanwhile

### Solo
- 1996: Shelter Me
- 2010: Peculiar Life
- 2011: Solo Acoustic (ao vivo DVD/CD)
- 2012: Songs from the Sketchbook
- 2015: Goin' South